# Marcelo Paciornik
Marcelo Paciornik (ur. 1970 w Kurytybie) – brazylijski malarz i grafik.

## Życiorys
Miał dwanaście lat gdy rozpoczął naukę rysunku, poznawał techniki rysunku ołówkiem, węglem oraz pastelem. Naukę kontynuował w pracowni Lelii Browm oraz w szkole rysunku prof. Eulalii Mussac pod kierunkiem Sergio Platy. Od 1989 do 1994 studiował komunikację wizualną na Uniwersytecie Federalnym stanu Parana (UFPR), a następnie wyjechał do Stanów Zjednoczonych. W Lichtenstein Museum poznawał tam tajniki projektowania graficznego oraz technik wizualnych. W 1997 podróżował po Europie, na potrzeby własnej edukacji zapoznawał się z malarstwem, architekturą i rzeźbą w Amsterdamie, Pradze i Londynie. Kontynuował je Szkocji, Belgii, Holandii, Niemczech i Włoszech. Ukończył studia doktoranckie w Akademii Sztuk Pięknych w Bournemouth (The Arts University College at Bournemouth) i powrócił do Brazylii. Wystawia nie tylko w swojej ojczyźnie, ale również w Wielkiej Brytanii.